# Capdenac-Gare
Capdenac-Gare ist eine französische Gemeinde mit 4394 Einwohnern (Stand 1. Januar 2022) im Département Aveyron in der Region Okzitanien (zuvor Midi-Pyrénées).

## Geografie
Der Ort liegt sieben Kilometer von Figeac entfernt an der Grenze zum Département Lot. Am südwestlichen Stadtrand verläuft das Flüsschen  Diège und mündet in den Lot.

## Geschichte
Während Capdenac-le-Haut zum Département Lot gehört, gehört Capdenac-Gare zum Département Aveyron. Capdenac-Gare entstand aus einem alten Oppidum. Der Bahnhof von Capdenac sorgte für eine gute wirtschaftliche Grundlage in der ländlich geprägten Region.
Die Burg war seit dem 15. Jahrhundert im Besitz der Familie Empare. 1622 gab es eine Schlacht um den Ort. Der Burgherr erhielt für seine Teilnahme ein Lob von Ludwig XIII. Die ursprünglich aus dem 14. Jahrhundert stammende Burg, die 1762 wieder aufgebaut wurde, wurde im Zuge der Revolution verkauft. Sie ist Namensgeberin des Weilers Saint-Julien-d’Empare, der zur Gemeinde gehört. Die Burg hatte ursprünglich vier Ecktürme, heute existieren noch drei. Die Burg, die sich seit 1795 in Privatbesitz befindet, wurde seit 1970 restauriert. Seit dem 10. November 1977 ist sie ein Baudenkmal.

## Kultur und Sehenswürdigkeiten
- Burg (Monument historique)
- Bahnhof

## Demografie

### Bevölkerungsentwicklung
| Jahr      | 1962 | 1968 | 1975 | 1982 | 1990 | 1999 | 2008 | 2016 |
| Einwohner | 5520 | 5937 | 5840 | 5365 | 4818 | 4587 | 4553 | 4549 |

### Altersstruktur
17 Prozent der Bevölkerung sind 19 Jahre alt oder jünger. 16 Prozent der Bevölkerung sind 75 Jahre alt oder älter.

## Persönlichkeiten
- Denise Bergon (1912–2006), römisch-katholische Ordensschwester, Gerechte unter den Völkern